# Airwolf
AirWolf (conocida como Lobo del Aire en Hispanoamérica y como AirWolf en España) es una serie televisiva estadounidense de los años 1980, emitida originalmente en Estados Unidos a lo largo de cuatro temporadas, sumando entre las cuatro un total de 79 episodios. Las tres primeras temporadas fueron emitidas por primera vez de 1984 a 1986 por el canal CBS. La cuarta temporada, en la que intervinieron actores y equipos de rodaje diferentes que en las temporadas anteriores, fue emitida por primera vez por el canal USA Network en 1987 y filmada en Canadá.
Airwolf es una serie principalmente concebida para poner en valor las grandes capacidades técnicas de un prototipo ficticio de helicóptero militar supersónico. El título de la serie es precisamente el nombre de dicho prototipo de helicóptero, llamado Airwolf (literalmente, Lobo del Aire) en la versión original estadounidense. En los doblajes de Hispanoamérica tanto al helicóptero como al título de la serie se los denominó como Lobo del Aire. En España, a la serie, emitida en ese país por primera vez por el canal Telecinco a partir de julio de 1991, se la tituló simplemente Helicóptero, y al prototipo avanzado de helicóptero se lo denominó como el Airwolf.
La serie fue creada por Donald P. Bellisario, quien también había sido el creador de las series Magnum P.I., Quantum Leap, JAG, entre otras, así como el cocreador de la serie NCIS. El tema musical de Airwolf es obra de Sylvester Levay y contiene una síntesis del sonido de los rotores de un helicóptero en vuelo. En uno de los primeros capítulos se encuentra la participación del actor colombiano Julio Medina, caracterizando al antagonista de la historia un general de un país centroamericano.[cita requerida]

## Sinopsis

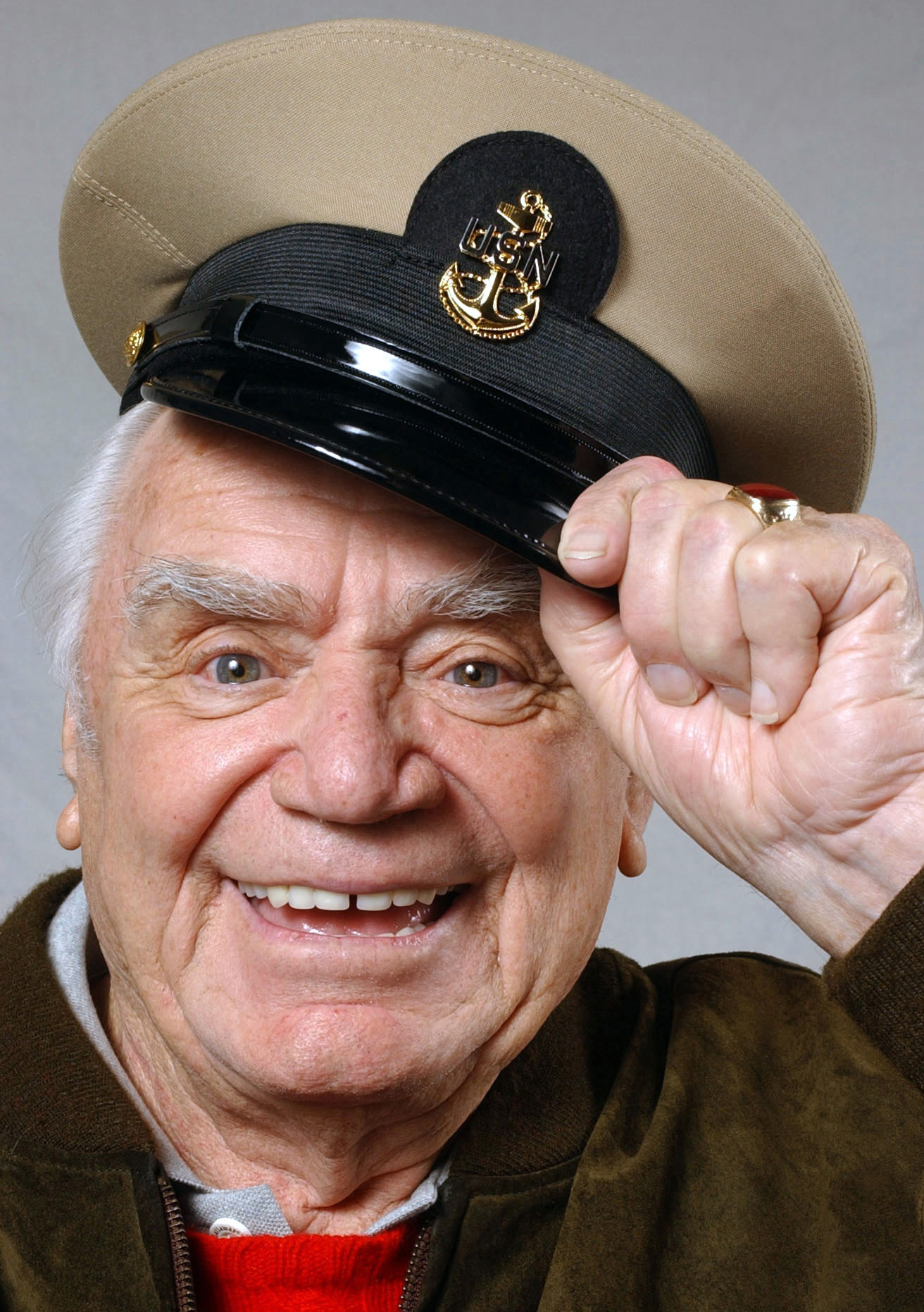
Ernest Borgnine en 2004.

El protagonista, Stringfellow Hawke (interpretado por Jan-Michael Vincent), uno de los pilotos de prueba originales de Lobo, es contratado por La Firma, una rama secreta de la CIA para recuperar a Lobo del Dr. Charles Henry Moffet, creador del helicóptero, pero que lo ha llevado al gobierno enemigo de Libia. Hawke encuentra la aeronave, pero no la devuelve a los Estados Unidos. La oculta en una cueva en el desierto y la utiliza para llevar a cabo misiones secretas para el gobierno de EUA a cambio de ayuda de La Firma para encontrar a su hermano perdido, llamado St. John Hawke, perdido en acción desde la Guerra de Vietnam.
También la protagonizaban Ernest Borgnine como Dominic Santini, el mejor amigo y copiloto de Hawke; Jean Bruce Scott como Caitlin O’Shannessy (a partir de la segunda temporada), reclutada como piloto de respaldo de Lobo en caso de que Hawke o Dominic no puedan volar en alguna misión; y Alex Cord como el enigmático director de La Firma, Michael Coldsmith Briggs III (nombre clave: Arcángel).
La serie era oscura, y reflejaba el clima de la Guerra Fría, el personal de La Firma siempre vestía de color blanco, y se jactaban de que "usar sombreros blancos" los distinguía como los buenos de la película delante de Hawke y Santini, que nunca estuvieron totalmente convencidos de ello. Los primeros episodios detallan los esfuerzos del Gobierno de los Estados Unidos por recobrar a Lobo del Aire de las manos de Hawke, quien parece no estar muy preocupado de que este caiga en manos soviéticas.
Durante las primeras 2 temporadas, La Firma actuaba tanto de aliada como de enemiga para los héroes, pues a la menor oportunidad de incautar a Lobo, La Firma intentaba despojar a Hawke y Santini del helicóptero a través de métodos como el sabotaje, el espionaje y otros. Incluso en un episodio, La Firma hace creer a Santini que Hawke ha muerto (falsamente, por supuesto) con tal de que este revele el paradero de la nave.
Se realizó una cuarta temporada, los derechos de la serie fueron comprados esta última temporada contaba con otros personajes se dice que la falta de recursos llevó a utilizar escenas de viejos capítulos.

## El helicóptero

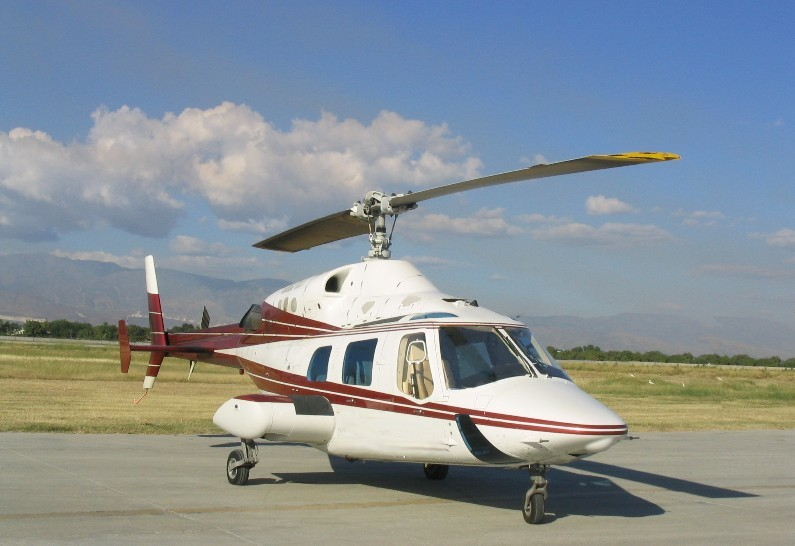
Helicóptero Bell 222. Una versión modificada de este helicóptero fue usada en la serie.

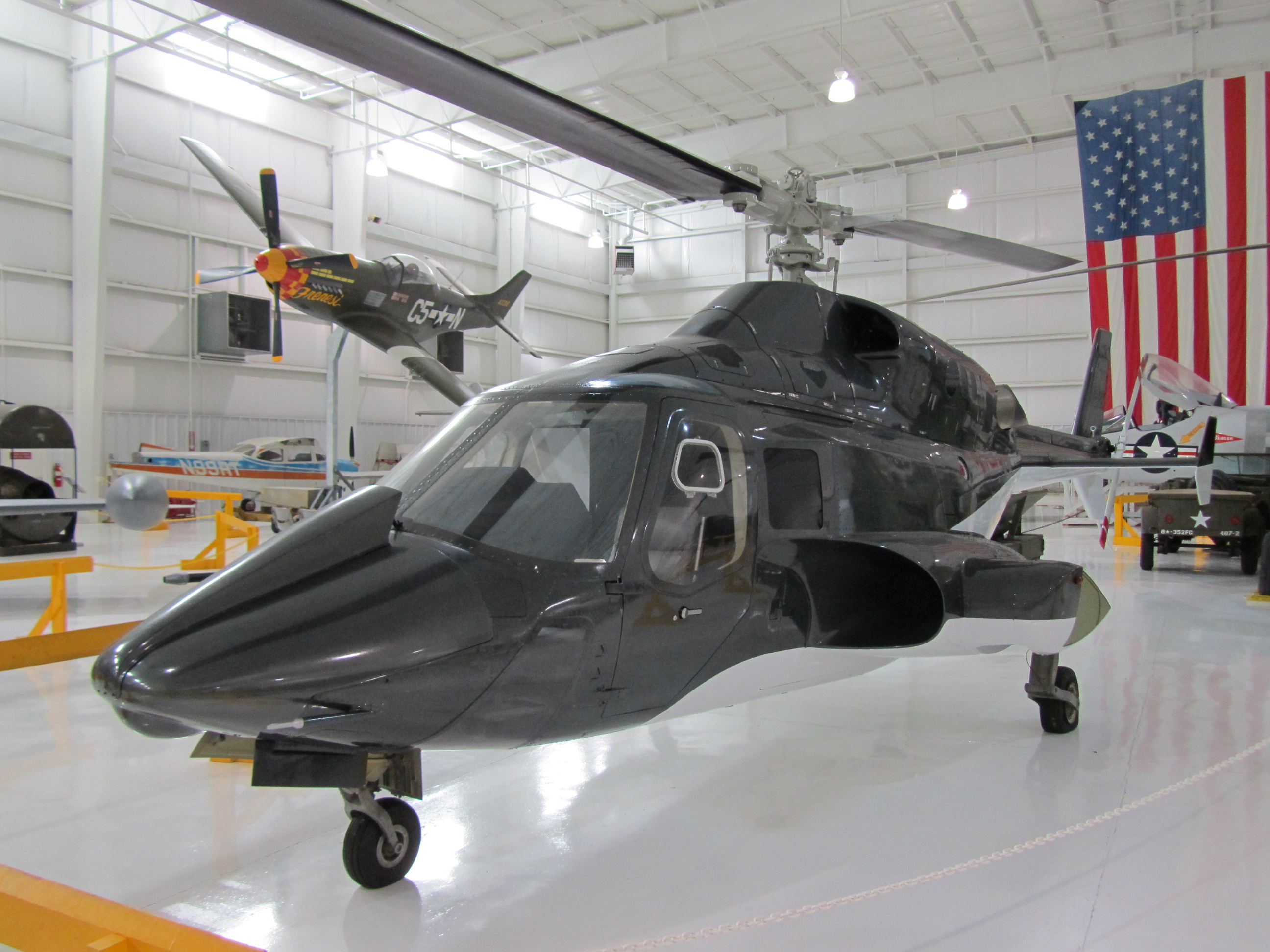
Réplica de tamaño natural del Airwolf, en el Museo de la Aviación de Tennessee, Sevierville (Tennessee).

Lobo del Aire era un Bell 222 (serie 47085, uno de los últimos en ser construido antes del lanzamiento del 222B), número de registro N3176S.
Lobo del Aire estaba pintado color Phantom Gray Metallic ("Gris metálico fantasma", DuPont Imron 5031X) por encima, y gris-perla (un tono casi blanco) por debajo, con un patrón similar a la piel de una orca. Tenía numerosas modificaciones, tales como un motor turbo o una ametralladora retráctil que podía disparar en cualquier dirección. La apariencia de dichas modificaciones fue diseñada por Andrew Probert, quien tiene fotos de su trabajo con Lobo del Aire en su página web.
Luego de la primera temporada, los productores fueron advertidos que el uso de la ametralladora que aparecía en la nave era una violación de derecho de marca en contra de McDonnell Douglas, por lo que tuvieron que hacer las modificaciones del caso. Otras modificaciones incluían un interior con alta tecnología de índole casi fantástica, que incluía silenciadores y tecnologías furtivas, ayudadas por un uso creativo de efectos de sonido. A menudo, los protagonistas se referían a Lobo del Aire como "el niño".
La insignia de vuelo (también diseñada por Probert) era una composición metafórica del concepto de un "lobo con piel de oveja".
En la serie, Lobo del Aire estaba blindado, era furtivo e invisible para los radares convencionales. Podía llevar a cabo maniobras imposibles, como volar a velocidades supersónicas, volar boca-arriba o alcanzar la estratosfera. Los efectos de sonido iban asociados con las facultades de la nave. Por ejemplo, el "turbo", que hacía que la nave sonara como un lobo aullando mientras pasaba un efecto de sonido similar a un vidrio rompiéndose en pedazos. También podía volar sin hacer ningún sonido.
Su armamento era de última tecnología, con ametralladoras que podían literalmente destruir tanques y búnkeres. La plataforma de lanzamiento de misiles en su panza podía disparar diversos cohetes, tales como el AGM-114 Hellfire o el AIM-9 Sidewinder, que rastreaba el calor.
Lobo del Aire también tenía un avanzado sistema de computadora que podía identificar y ubicar con precisión vehículos tanto en tierra como en el aire. Podía desplegar mallas tridimensionales y datos de sus objetivos. El sistema de comunicación podía interceptar conversaciones de radio y teléfono, hackear computadoras, bloquear transmisiones enemigas y dañar sistemas eléctricos en tierra. También podía interferir con el armamento enemigo. Además tenía cámaras con distintas modalidades, como visión nocturna, sensible al calor o al movimiento, entre otras.
Aunque nunca se usaron en el show, también había armas nucleares.
El Bell 222 utilizado en la serie, registrado como N3176S, fue uno de los últimos helicópteros "222A" que Bell fabricó antes del lanzamiento del modelo 222B. No obstante, el propietario del 76S - JetCopters Incorporated de Van Nuys, California - modificó el helicóptero como si estuviera equipado con ametralladoras retráctiles, misiles, y una variedad de otras armas y mejoras.
La serie consta de 55 episodios (el primero es una película para televisión de dos horas) en la red CBS en los Estados Unidos de 1984 a 1986 y un adicional de 24 episodios, con una nueva empresa elenco y la producción, en la Red de EE. UU., en 1987, un total de 79 episodios, y disfrutó de un éxito moderado. A la conclusión de las grabaciones de la serie, el helicóptero fue repintado, se le retiraron y vendieron sus juegos de modificaciones del fuselaje, y el helicóptero fue vendido a la empresa alemana de alquiler de helicópteros Hubschrauber-Sonder-Dienst (también conocida como HSD Luftrettung y Blue Helicopter Alliance) en junio de 1987, que le asignó el número de registro D-HHSD.
En la tarde del sábado 6 de junio de 1992, el D-HHSD llevaba a bordo a una niña que sufrió graves quemaduras en una misión de misericordia desde Berlín a la Unidad de Quemados de la Universidad de Colonia. Después de trasladar de forma segura a la niña, el helicóptero y su tripulación de tres personas regresaba a Berlín cuando se encontraron con mal tiempo inesperado. Con la reducción de la visibilidad a casi 30 m debido a la niebla en medio de una tormenta en formación, el piloto del helicóptero debió haber tenido problemas para navegar por las laderas boscosas de las montañas alemanas. El D-HHSD se había desorientado.
Por desgracia, a las 2:30 de la tarde, a una velocidad de casi 100 kilómetros por hora, el helicóptero se estrelló cerca de una cantera de roca en las cercanías de Halbeswig. Las palas de su rotor recortaron las copas de varios árboles y a continuación, golpeó la ladera de la montaña. Un agricultor cercano oyó una gran explosión mientras trabajaba y alertó a los servicios de emergencia. Pero, dadas las condiciones climáticas, pasó cerca de una hora antes de que los equipos de rescate pudieran encontrar el lugar del accidente. Cuando llegaron, encontraron al helicóptero partido por la mitad, con el motor destruido, y los cadáveres de sus 3 tripulantes, entre ellos un médico de 38 años y su asistente de 31 años. Todos habían muerto en el impacto.
La zona boscosa alrededor del lugar del accidente fue cerrada por casi 7 horas. El departamento de bomberos tuvo que cerrar varias carreteras cerca del lugar porque no había suficientes policías. La policía de Dortmund y la Autoridad Federal de Transporte Aéreo de Braunschweig comenzaron su investigación en la tarde, que se prolongó hasta el día siguiente. Después, los propietarios del helicóptero ascendieron al lugar del accidente y recuperaron algunas piezas del helicóptero accidentado. Sin embargo, debido al terreno intransitable, algunas partes del helicóptero solo podían ser recuperadas desde el aire.

## Elenco
Temporada 1 (1984) — el episodio piloto (de 2 horas) y 10 episodios regulares.
- Jan-Michael Vincent — Stringfellow Hawke (Capitán, Ejército de EUA).
- Ernest Borgnine — Dominic Santini.
- Alex Cord — Michael Coldsmith Briggs III (Director en jefe de "La Firma"; Nombre clave: Arcángel).

Temporadas 2 y 3 (1984–1986) — 22 episodios por temporada.
- Vincent, Borgnine, Cord y
- Jean Bruce Scott — Caitlin O’Shannessy (antigua oficial de policía y piloto de helicóptero de la Patrulla Estatal de Texas).

Temporada 4 (1987) — 24 episodios.
- Barry Van Dyke — St. John Hawke (Mayor (reservista), Ejército de EUA).
- Michele Scarabelli — Jo Santini (sobrina de Dominic Santini, se convierte en su heredera tras su muerte).
- Geraint Wyn Davies — Mike Rivers (Mayor, Fuerza Aérea de EUA).
- Anthony Sherwood — Jason Locke (agente de "La Compañía").